# Espen Eckbo
Espen Andersen Eckbo, né le 22 avril 1973, est un acteur, écrivain et comédien norvégien.

## Biographie
Eckbo est né à Oslo, a grandi à Bestum dans l'ouest d'Oslo et réside aujourd'hui à Ullevål Hageby dans le nord d'Oslo. Il n'a aucune formation officielle d'acteur, mais a étudié le droit pendant deux ans à l'Université d'Oslo.
À l'international, Eckbo est surtout connu pour avoir contribué à créer le boys band fictif Boyzvoice et le faux documentaire qui a suivi, intitulé Get Ready to be Boyzvoiced (2000) avec Henrik Elvestad. 
Eckbo a fait ses débuts à la télévision norvégienne en 1998, lorsqu'il a obtenu son propre segment dans le programme d'information parodique Mandagsklubben, où il interprétait un personnage différent chaque semaine dans le style faux documentaire. Ces segments ont également été la rampe de lancement du groupe Boyzvoice. En 1999, on pouvait voir Eckbo à l'émission de courte durée I kveld avec Thomas Giertsen et Rebekka Strandenes.
Eckbo s'est ensuite moqué du phénomène de la télé-réalité dans la fausse émission Nissene på låven (2001, avec Kristian Ødegård), une émission qui a également lancé deux de ses personnages les plus connus, Asbjørn Brekke et Rhino Thue. À cette époque, Eckbo avait fondé la société de production Seefood avec Kristian Ødegård.
Eckbo et ses personnages ont également figuré dans le jeu télévisé TV2-nøttene présenté par Ødegård et diffusé à Noël et à Pâques, tous deux des parodies des programmes de la Norwegian Broadcasting Corporation Julenøtter et Påskenøtter. On pouvait aussi voir ses personnages dans le faux talk-show d'Henrik Elvestad Tonight med Timothy Dale (2003) et Tett på tre (2008) d'Eckbo. De plus, il y avait des segments dans Rikets røst d'Otto Jespersen. En 2006, Eckbo a créé le spectacle en direct Team Eckbo avec Atle Antonsen, Harald Eia et Bård Tufte Johansen.